# 大鳴門灘右エ門 (1887年生)
大鳴門 灘右エ門（おおなると なだえもん、1887年10月5日 - 1942年7月12日）は、現在の滋賀県草津市出身で八角部屋、雷部屋に所属した大相撲力士。本名は川合 文治郎。3代八角。最高位は西関脇。178センチメートル、103キログラム。

## 来歴
尋常小学校を卒業後、実家の飲食店を手伝っていたが、巡業でやってきた東京相撲の関係者の目にとまり勧誘される。入門をめぐっては先代大鳴門の八角と、元横綱初代西ノ海の井筒の間で争いが起こったが、結局八角に入門する。
1902年5月場所、「司天龍」の四股名で初土俵。1908年5月場所で十両に昇進すると、4勝1敗1分4休、5勝1敗2分1預1休と続けて2場所で入幕を果たす。
1909年6月場所新入幕、この場所で4勝4敗1分1休（1休は相手力士休場）の五分の星だったが、同じ西の方屋の幕内上位が不振だったため、翌1910年1月場所では前頭5枚目まで番付をあげる。同場所から師匠の四股名である大鳴門に改名、この場所で横綱大関には通用しなかったものの、1関脇1小結を倒すなど5勝4敗1分、翌6月場所で小結に昇進する。
小結に昇進した場所は怪我のため全休。その後もふるわず1913年1月場所で十両に陥落したが、一場所で再入幕。以後休場がちになりながらも徐々に番付をもどしていく。1917年5月場所、東前頭2枚目の地位で大錦、2代西ノ海のニ横綱を破るなど5勝2敗1分2預。これは平幕力士が一場所でふたつの金星をあげたはじめての例だった。
栃木山にも彼の新入幕場所（1915年1月）で幕内初黒星をつけている。
翌1918年1月場所で、関脇に昇進するが、4勝6敗と負け越して一場所で小結に落ち、そこでも4勝4敗2休で平幕にさがる。以後三役にかえりざくことはなく、師匠の死後空き株になっていた名跡「八角」を二枚鑑札の形で継承、八角部屋を再興した直後の1921年5月場所限りで引退。

## 成績
- 通算39場所
- 幕内24場所72勝83敗70休15分預

改名：司天竜→大鳴門(1910年1月場所-)

### 場所別成績
| 1902年 （明治35年） | x                      | （前相撲）               |
| 1903年 （明治36年） | 西序ノ口10枚目 –       | 西序ノ口6枚目 –          |
| 1904年 （明治37年） | 西序ノ口5枚目 –        | 東序二段35枚目 –         |
| 1905年 （明治38年） | 西三段目42枚目 –       | 西三段目21枚目 –         |
| 1906年 （明治39年） | 西三段目17枚目 –       | 西幕下56枚目 –           |
| 1907年 （明治40年） | 東幕下29枚目 –         | 西幕下14枚目 –           |
| 1908年 （明治41年） | 東幕下7枚目 –          | 西十両6枚目 4–1 1分      |
| 1909年 （明治42年） | 東十両3枚目 5–1–2 1預  | 西前頭13枚目 4–4–1 1分   |
| 1910年 （明治43年） | 西前頭5枚目 5–4 1分    | 西小結 0–0–10            |
| 1911年 （明治44年） | 西前頭6枚目 0–2–8      | 西前頭12枚目 2–7 1預     |
| 1912年 （明治45年） | 東前頭12枚目 3–3–4     | 西前頭9枚目 0–0–10       |
| 1913年 （大正2年） | 西十両2枚目 6–1        | 東前頭11枚目 3–3–3 1分   |
| 1914年 （大正3年） | 東前頭7枚目 2–2–6      | 西前頭10枚目 3–6 1預     |
| 1915年 （大正4年） | 西前頭9枚目 5–0–5      | 西前頭4枚目 5–4 1預      |
| 1916年 （大正5年） | 西前頭3枚目 4–6        | 西前頭2枚目 4–5–1        |
| 1917年 （大正6年） | 東前頭8枚目 2–1–6 1預  | 東前頭2枚目 5–2 1分2預 ★ |
| 1918年 （大正7年） | 西関脇 4–6             | 西小結 4–4–2             |
| 1919年 （大正8年） | 西前頭5枚目 2–6 1分1預 | 西前頭12枚目 3–6 1分     |
| 1920年 （大正9年） | 西前頭16枚目 6–3 1分   | 東前頭4枚目 2–7 1預      |
| 1921年 （大正10年） | 東前頭11枚目 4–2–4     | 西前頭7枚目 引退 0–0–10  |
| 各欄の数字は、「勝ち-負け-休場」を示す。 優勝 引退 休場 十両 幕下 三賞：敢=敢闘賞、殊=殊勲賞、技=技能賞 その他：★=金星 番付階級：幕内 - 十両 - 幕下 - 三段目 - 序二段 - 序ノ口 幕内序列：横綱 - 大関 - 関脇 - 小結 - 前頭（「#数字」は各位内の序列） |                        |                          |

- 幕下以下の地位は小島貞二コレクションの番付実物画像による。